# Berta Schmidt-Eller
Berta Schmidt-Eller (eredeti nevén: Berta Schmidt, 1925-től Berta Künzell) (Lipcse városrésze, 1899. augusztus 16. – Aachen, 1987. október 13.) keresztény német írónő.

## Élete és munkássága
Bertha Schimdt néven született. Apja a lipcsei szabadegyház vezetője volt. Gyermekkorát és fiatalságát beárnyékolta édesanyja korai halála, majd mostohájának szigorú vallásossága, amely teljesen ellentétben állt apja életvidám kereszténységével. 

Első elbeszéléseit („Maria Carola“, „Und hätte der Liebe nicht“ és „Haus Gudelius“) már 21 éves korába kiadta. Mivel a Schmidt egy gyakori vezetéknév, első könyve kiadásakor születési helyének nevét is hozzáírta nevéhez, így lett az álneve Schmidt-Eller. Művésznevét azután is megőrizte, hogy 1925-ben hozzáment Oskar Künzelhez. 
 Mint orvosi asszisztenső s később mint üzemi gondozó nagyon sok emberrel került kapcsolatba. A nemzetiszocializmus korában nem írhatott. 1943-ban férje egy légitámadás során meghalt, őmaga is mindent elveszített. Egyetlen fia 1945-ben a keleti fronton fogságba került. Keresztény hite adott neki belső tartást életének ebben az időszakában. 
 A második világháború után Rudolf Brockhaus lelkesítésére újból elkezdett írni, főként tanulságos történeteket, gyermek- és ifjúsági könyveket, dalszövegeket és rádiójáték- átdolgozásokat írt.

## Magyarul megjelent művei
- Hannelore, mi lesz belőled?; Evangéliumi, Stuttgart, 1991
- Hannelore útja folytatódik; Evangéliumi Kiadó és Iratmisszió, Bp., 2002
- Olaf, hová futsz?; Evangéliumi, Bp., 2009
- Mindent Gizelláért! / A neve egyszerűen "Péter". Regény kicsiknek és nagyoknak; Evangéliumi, Bp., 2007
- Hannelore és a beteg mama; s.n., s.l., s.a.[1]

## Fordítás
- Ez a szócikk részben vagy egészben  a   Berta Schmidt-Eller című német Wikipédia-szócikk ezen változatának fordításán alapul.  Az eredeti cikk szerkesztőit annak laptörténete sorolja fel. Ez a jelzés csupán a megfogalmazás eredetét és a szerzői jogokat jelzi, nem szolgál a cikkben szereplő információk forrásmegjelöléseként.